# Cantonul Pignan
Cantonul Pignan este un canton din arondismentul Montpellier, departamentul Hérault, regiunea Languedoc-Roussillon, Franța.

## Comune
- Cournonsec
- Cournonterral
- Fabrègues
- Murviel-lès-Montpellier
- Pignan (reședință)
- Saint-Georges-d'Orques
- Saussan